# J. D. Parran
J. D. Parran ist ein US-amerikanischer Jazzmusiker sowie Lehrer und Komponist. Angesiedelt im Avantgarde Jazz und im Bereich der neuen Improvisationsmusik spielt er eine Vielzahl von Instrumenten, Sopran-, Alt-, Tenor-, Bariton- und Basssaxophon, außerdem verschiedene Klarinetten, wie die Alt-Klarinette, Bassklarinette und die Kontra-Alt-Klarinette, und verschiedene Flöten sowie das Nagaswaram.

## Leben und Wirken
Parran besuchte das College in St. Louis (Missouri), studierte dann an der dortigen Webster University und erlangte 1971 den M.A.-Abschluss in Musikerziehung an der Washington University in St. Louis. Bereits während seiner Zeit als Student arbeitete er dort mit Musikern der Black Artists Group zusammen. Ab 1971 lebte er in New York City, wo er zunächst an der New School for Social Research studierte. Bis heute (2008) ist er im Lehrkörper der Harlem School of the Arts tätig und leitete deren Studiengang für Jazz und Afroamerikanische Musik. Er unterrichtete auch an der City University of New York.
Seine Karriere als Musiker begann er 1973 im Human Arts Ensemble um Luther Thomas und in der gleichfalls aus St. Louis stammenden Gruppe Third Spirit in Circuit. Ende der 1970er Jahre spielte er auch im Quintett von Leroy Jenkins (Mixed Quintet, Black Saint) und im Creative Music Orchestra von Anthony Braxton, mit dem er 1978 auf dem Moers Festival auftrat. 1979 war er als Mitglied des Quartetts von George Lewis in Deutschland. 1983 arbeitete er mit Derek Bailey und dessen Improvisationsgruppe Company zusammen, der damals auch Peter Brötzmann, John Corbett, Hugh Davies, Jamie Muir, Evan Parker, Vinko Globokar, Ernst Reijseger und Joëlle Léandre angehörten. 1984 spielte er mit Hamiet Bluiett auf dessen Album Clarinet Family und wirkte außerdem an John Lindbergs Werk Trilogy of Works for Eleven Instrumentalists mit. Mit dem Clarinet Choir, zu dem auch Edward Wilkerson und Mwata Bowden gehörten, trat er 1986 in Moers auf. 1988 spielte er in Julius Hemphills Big Band; in den 1990er Jahren arbeitete er mit Don Byron (Plays the Music of Mickey Katz sowie You Are #6), Anthony Braxton (Four (Ensemble) Compositions) und Annea Lockwood (Thousand Year Dreaming).
Seit 1992 spielte er mit Robert Dick, Ned Rothenberg und Gerry Hemingway in der Formation New Winds, die vier Alben veröffentlichte. Weiterhin war er mit James Jabbo Ware & the Me, We And Them Orchestra in Europa. 1997 wirkte er an Ken Peplowskis Grenadilla-Klarinetten-Projekt mit, 1999 arbeitete er mit Alan Silva und dessen Sound Visions Orchestra. Lange Zeit war er Mitglied in Anthony Davis’ Episteme Ensemble. 2007 war er an Bill Dixons 17 Musicians in Search of a Sound: Darfur beteiligt, später mit William Parker (For Those Who Are, Still, 2015) und mit Amir ElSaffars Ensemble Rivers of Sound (etwa auf dem Album The Other Shore (2021)).
Parran veröffentlichte ein Album unter eigenem Namen, J. D. Parran & Spirit Stage (2002). Gemeinsam mit Jason Robinson, Marty Ehrlich, Marcus Rojas, Bill Lowe, Liberty Ellman, Drew Gress, George Schuller, Ches Smith erschien 2012 Tiresian Symmetry (Cuneiform Records). Er hat im Laufe seiner Karriere auch mit Künstlern wie Stevie Wonder und John Lennon aufgenommen. 2008 arbeitete er mit Sängerin Rosemary George und im Ensemble Hellacious, aber auch mit dem Gitarristen Angelo Branford. Im Bereich des Jazz war Parran laut Tom Lord zwischen 1972 und 2019 an 95 Aufnahmesessions beteiligt. Mit Mark Deutsch legte er 2023 das Album California Street Sessions vor.